# آندری گودیانسن
آندری گودیانسن (انگلیسی: Andri Guðjohnsen؛ زادهٔ ۲۹ ژانویهٔ ۲۰۰۲) بازیکن فوتبال اهل ایسلند است که به عنوان مهاجم وسط برای باشگاه اسپانیایی رئال مادرید کاستیا بازی می‌کند.

## زندگی حرفه‌ای
آندری در لندن به دنیا آمد، وی پسر ستاره سابق باشگاه بولتون و باشگاه چلسی، ایدور گودیانسن است.
وی در تیم‌ ملی فوتبال ایسلند بازی کرده‌است.